# كيفن باول (صحفي)
كيفن باول (بالإنجليزية: Kevin Powell)‏ هو صحفي أمريكي، ولد في 24 أبريل 1966 في الولايات المتحدة.

## وصلات خارجية
- الموقع الرسمي
- كيفن باول على موقع IMDb (الإنجليزية)
- كيفن باول على موقع ميوزك برينز (الإنجليزية)
- كيفن باول على موقع قاعدة بيانات الفيلم (الإنجليزية)